# Diastylis boecki
Diastylis boecki is een zeekommasoort uit de familie van de Diastylidae. De wetenschappelijke naam van de soort is voor het eerst geldig gepubliceerd in 1930 door Zimmer.